# Hannes Androsch
Hannes Androsch (Bécs, 1938. április 18. – 2024. december 11.) osztrák politikus, üzletember, adótanácsadó. 1970–1981 között Ausztria pénzügyminisztere, 1976–1981 között alkancellár.

## Élete
A bécsi Közgazdasági Egyetemen szerzett diplomát (1959), majd tíz évvel később ugyanitt megszerezte a doktorátusát is. 1967-ben csatlakozott a szociáldemokratákhoz, aki 32 évesen Ausztria történetének legfiatalabb pénzügyminisztere lett. Tárcáját Bruno Kreisky – négyszer átalakított – kabinetjében 1981-ig megtartotta, s alkancellár lett 1976-ban. Mindig erősen vonzódott a pénzhez, a nőkhöz és az ingatlanokhoz, ezért előbb párt- és állami posztjaitól kényszerült megválni – átmenetileg a Creditanstalt (CA) osztrák bank vezetője lett (1981–1988) – majd amikor adócsaláson kapták, vállalkozó lett.
Az üzleti életben is sikereket szerzett, az emberek nem vették rossz néven adócsalási botlását sem; kiterjesztette magas szintű politikai és üzleti kapcsolatait, tudománypolitikai fórumokon szerepelt, főszerepet vállalt a keleti nyitásban, könyveket írt gazdaságpolitikai kérdésekről. 2008-tól az osztrák bankok állami megsegítését irányító, 100 milliárd euró felett rendelkező FIMBAG felügyelőbizottságának alelnöke, s egyben Werner Faymann szövetségi kancellár gazdasági tanácsadója.